# Ростомашвили, Людмила Николаевна
Ростомашвили, Людмила Николаевна (25 октября 1950, Зугдиди, Грузия — 7 декабря 2016, Санкт-Петербург) — российский тифлопедагог, доктор педагогических наук, профессор, основатель нового направления в области адаптивного физического воспитания детей с множественными нарушениями развития.

## Биография
Родилась в простой рабочей семье, воспитывалась одной матерью.
В 1967 году, окончив 4-ю русскую школу, став единственной женщиной города — мастером спорта СССР по спортивной гимнастике, поступила в Тбилисский институт физической культуры. В том же году в составе сборной Грузии была участницей Спартакиады народов СССР, где отличилась в вольных упражнениях, завоевав малую золотую медаль.
В 1973—1978 годы, выйдя замуж за морского врача, жила и работала в городе Североморске. За это время впервые в истории города подготовила из отобранных ею девочек команду по спортивной гимнастике, победившую всех в Мурманской области. В 1972 году у неё родилась слепая дочь, и Л. Н. Ростомашвили всю себя посвятила ей.
1987—1990 годы окончила с отличием Педагогический университет им. А. И. Герцена, специальность — тифлопедагогика.
1985—2001 годы работала в школе-интернате слепых и слабовидящих детей им. К. Грота. Создала первую в стране Программу интеграции детей-инвалидов в общество зрячих сверстников. Это была первая в России комплексная оздоровительная программа по коррекции двигательных нарушений средствами адаптивного физического воспитания. Программа утверждена Комитетом по образованию Администрации Санкт-Петербурга и признана авторской. 10-летние слепые ученики Л. Н. Ростомашвили могли пройти весь маршрут по памяти. Использовались подошвенные ощущения, мышечные чувства, осязание, слух, температурная чувствительность и обоняние. Защитила кандидатскую диссертацию. Получила звание «Почетный работник общего образования»
2001—2016 годы — работа в Институте специальной педагогики и психологии. Л. Н. Ростомашвили с сотрудниками создала один из первых факультетов в стране, где работала над проблемами адаптивной физической культуры. Бессменно возглавляла одноименную кафедру и Факультет. Член Президиума Паралимпийского комитета города Санкт-Петербурга; член редколлегии журнала «Адаптивная физическая культура». Награждена золотой медалью и специальным Олимпийским орденом «Честь и Благородство».
1996—2016 годы — сотрудничала с Университетом им. П. Ф. Лесгафта. За заслуги в спортивной науке и образовании награждена медалью Петра Лесгафта, ей присвоено почетное звание «Почетный лесгафтовец».
2006—2016 годы — сотрудничество с детским домом-интернатом для детей с множественными нарушениями в Сергиевом Посаде. Здесь разработано новое направление не только в России, но и во всем мире, в адаптивном физическом воспитании детей со сложными нарушениями развития. Основные идеи нового направления:
1. Концентрировать внимание прежде всего на способностях ребенка, а не на его недостатках.
2. Л. Н. Ростомашвили призывала своих последователей выработать в себе безоценочное восприятие подобного ребенка, толерантное отношение к имеющимся у него проблемам.
Впервые в отношении признанных во всем мире «необучаемыми» детей сделан вывод: пошаговое, семиэтапное формирование двигательного действия дает принципиальное доказательство возможности освоения двигательных умений детьми со сложными нарушениями.
Проведенное Л. Н. Ростомашвили и ее учениками исследование открыло перспективы для разработки коррекционно-развивающих, коррекционно-оздоровительных, рекреативных и индивидуальных программ абилитации «особых» детей во всем мире.
Л. Н. Ростомашвили похоронена в городе Санкт-Петербурге на Большеохтинском кладбище, Тобольская дорожка.

## Семья
Муж (с 1971) — Евгений Теймуразович Ростомашвили.
Дети:
Ия (03.10.1972)
Татьяна (01.08.1975).

## Избранные труды
1. Организация коррекционно-развивающей среды в процессе адаптивного физического воспитания детей со зрительной депривацией//Трудности развития у детей: диагностика и коррекция/Материалы Конференции. — 2006. — С. 155—157.
2. Методика адаптивной физической культуры детей с нарушением зрения//Частные методики адаптивной физической культуры. — 2007. — С. 92-157 (совместно с Е. В. Чернобыльской).
3. Адаптивная физическая культура в системе специального образования: проблемы, перспективы развития//Материалы международной конференции/Под ред. Л. В. Шапковой, Л. Н. Ростомашвили. — СПб. -ИСПиП, 2009. — 119 с.
4. Комплексная диагностика детей с множественными нарушениями//Дети с множественными нарушениями развития/Под ред. Л. М. Шипицыной и Е. В. Михайловой. — СПб.: НОУ «Институт специальной педагогики и психологии», 2012. — С. 99-153 (совместно с В. М. Сорокиным и Г. Л. Чухутовой).
5. Психическое развитие детей со сложным нарушением развития//Специальная психология/Под ред. проф. Л. М. Шипицыной. — СПб.: «Речь», 2013. — С. 206—219.
6. Содержание и организация адаптивного физического воспитания людей с нарушением зрения//Адаптивная физическая культура в практике работы с инвалидами и другими маломобильными группами населения/ Под ред. проф. С. П. Евсеева. — М.: «Советский спорт», 2014. — С. 88-94.
7. Психические особенности детей со сложными нарушениями развития//Специальная психология/Под ред. проф. Л. М. Шипицыной. — М.: Издательство Юрайт, 2016. — С. 251—263.
8. Коррекция двигательных нарушений детей с депривацией зрения средствами адаптивного физического воспитания//Кандидатская диссертация. — СПб. — 1999. — С.177.
9. Педагогические технологии в адаптивном физическом воспитании детей младшего школьного возраста со сложными нарушениями развития// Докторская диссертация. — СПб. — 2014. — С. 409.
10. Адаптация образовательного процесса в высшем учебном заведении в соответствии со стандартом по направлению подготовки 49.03.02- физическая культура для лиц с отклонениями в состоянии здоровья(адаптивная физическая культура)//Адаптивная физическая культура. — 2016. — № 2. — С. 23-27